# マリア・フェリックス
マリア・デ・ロス・アンヘルス・フェリックス・ゲレーニャ（スペイン語: María de los Ángeles Félix Güereña: スペイン語: [maˈɾia ˈfeliks]、1914年4月8日 - 2002年4月8日）は、メキシコ・ソノラ州アラモス出身の女優・歌手。
女優のドローレス・デル・リオ、男優のペドロ・アルメンダリスとともに、メキシコ映画の黄金時代（1930年代-1950年代）を象徴する役者のひとりである。メキシコ、スペイン、フランス、イタリア、アルゼンチンで計47本の映画に出演した。

## 経歴

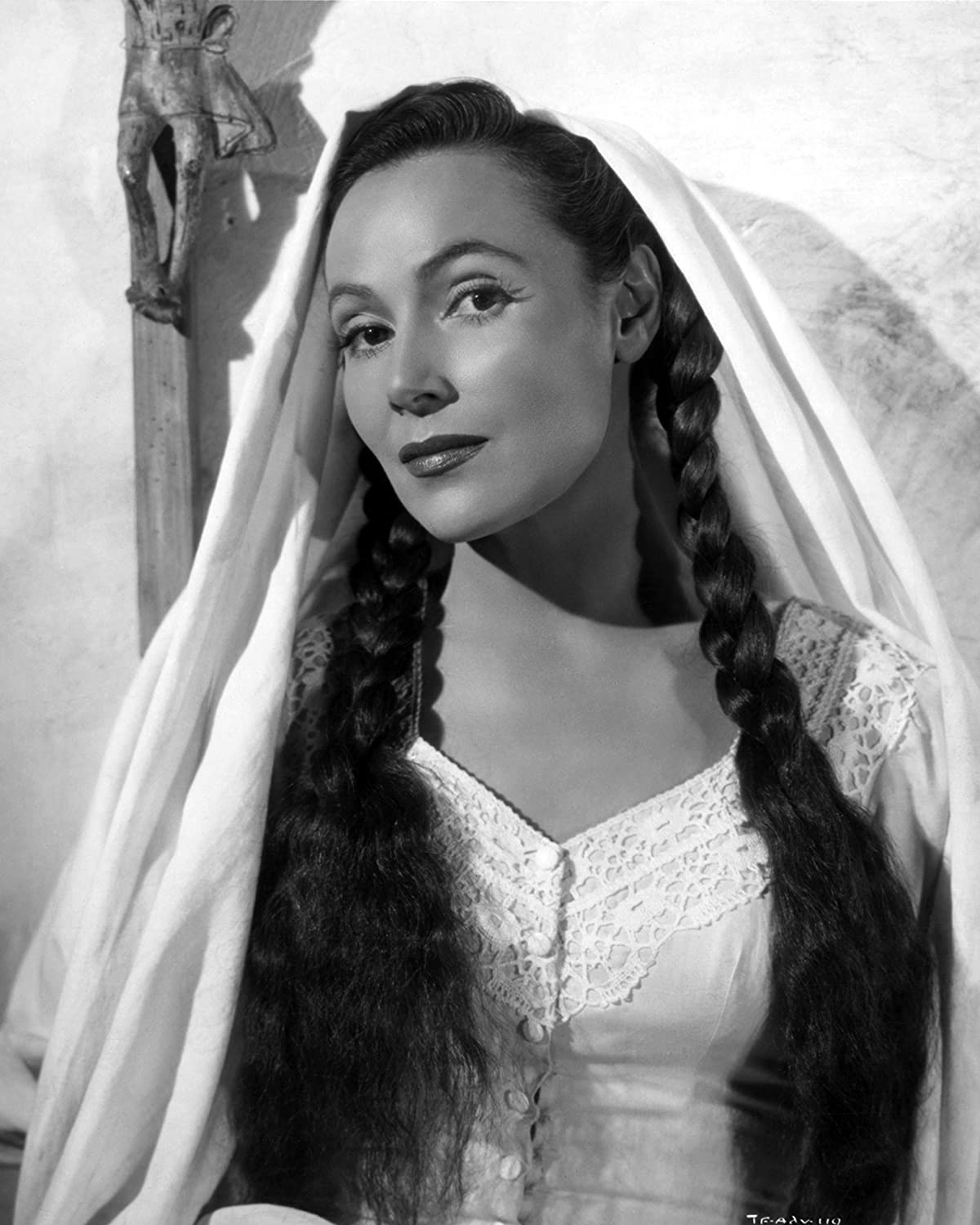
ライバル的存在のドローレス・デル・リオ

父親は軍人兼農園書記のベルナルド・フェリックス・フローレス、母親はホセフィーナ・グエレーニャ・ロサスであり、母親はバスク系メキシコ人である。1914年4月8日、ソノラ州アラモスに生まれた。マリアには11人の兄弟姉妹がおり、裕福ではなかった。兄弟のパブロとは仲睦まじかったため、母親はマリアらがよからぬ関係にあるのではないかと疑って両者を引き離し、パブロをメキシコシティの軍学校に送った。マリアは男児向けの遊びが好きであり、人形遊びやその他の「女児向け」のおもちゃを嫌った。またマリアは乗馬も手慣れていた。他の姉妹は母性遺伝によって金髪（マリアは黒髪）であり、またマリアが強い個性を持っていたことから、姉妹との仲は良好ではなかった。
フェリックス家はグアダラハラに引っ越した。マリア・フェリックスはティーンエイジャーの頃からその美貌で注目を集め、グアダラハラ大学の美人コンテストで優勝した。この時にマックスファクターの化粧品セールスマンのエンリケ・アルバレスと出会い、短期間の恋愛の後の1931年に結婚した。1934年にはマリア・フェリックスにとって唯一の子どもとなるエンリケ・アルバレス・フェリックス（キケ）を産んだが、エンリケ・アルバレスとは1937年に離婚した。離婚経験がゴシップや噂の的となったため、キケを連れてメキシコシティに移った。ある時にはエンリケ・アルバレスがキケをグアダラハラに連れ去ったが、2人目の夫であるアグスティン・ララの手助けでキケを取り戻している。マリア・フェリックスは2002年4月8日にメキシコシティで死去した。88歳だった(生没同日)。息子のキケは俳優となったが、マリア・フェリックス存命中の1996年に没している。

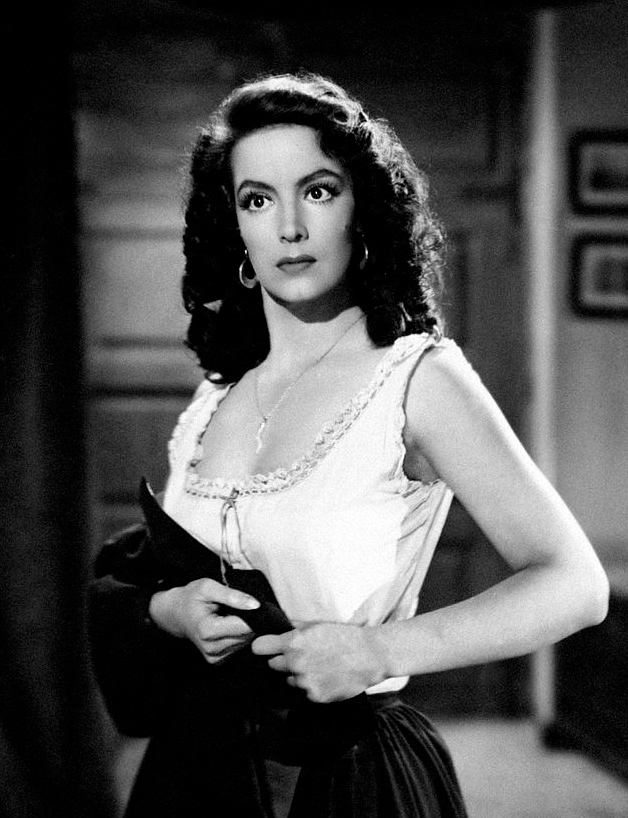
『The Black Crown』
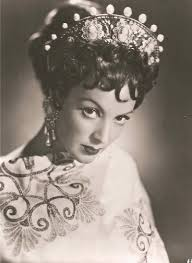
『Messalina』
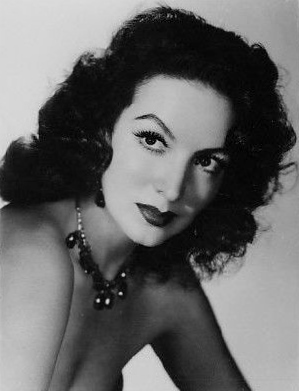
宣材写真

## フィルモグラフィー
- 1954年 フレンチ・カンカン　French Cancan
- 1955年 悪の決算　Les héros sont fatigués
- 1959年 サン・ブラスの動乱 大砂塵の女　La cucaracha
- 1959年 熱狂はエル・パオに達す　La fièvre monte à El Pao